# 羅施克埃克山
47°3′0″N 12°17′16″E / 47.05000°N 12.28778°E
羅施克埃克山（德語：Rostocker Eck），是奧地利的山峰，位於該國西部，由蒂羅爾州負責管轄，屬於維內迪傑山脈的一部分，距離馬爾哈姆峰0.6公里，海拔高度2,749米。